# Львівська сільська адміністрація
Льві́вська сільська адміністрація (каз. Львовское ауылдық әкімдігі, рос. Львовская сельская администрация) — адміністративна одиниця у складі Жаркаїнського району Акмолинської області Казахстану. Адміністративний центр та єдиний населений пункт — село Львівське.
Населення — 296 осіб (2021; 371 у 2009, 764 у 1999, 1226 у 1989).
Станом на 1989 рік існували Львівська сільська рада (село Львівське) та Нахімовська сільська рада (села Абалсай, Нахімовка) колишнього Жанадалинського району. 1993 року Львівська та Нахімовська сільради утворили Нахімовський сільський округ. 2000 року зі складу Нахімовського округу виділено Львівський сільський округ. 2013 року Львівський сільський округ перетворено в сільську адміністрацію.